# 2023年の気象・地象・天象
2023年の気象・地象・天象（2023ねんのきしょう・ちしょう・てんしょう）では、2023年の気象・地象・天象に関する出来事について記述する。
2022年の気象・地象・天象 - 2023年の気象・地象・天象 - 2024年の気象・地象・天象

## 気象

### 1月
- 1月3日 - 1月6日 - インドネシア・ジャワ島で豪雨によりペンコル川 (Pengkol River)の堤防決壊や家屋200軒以上が浸水する被害、中部ジャワ州では2人が死亡[2]。
- 1月4日
  - アンゴラのウイラ州マタラ（英語版）で豪雨により建物が倒壊し、2人が死亡[3]。
  - コンゴ民主共和国南キヴ州ブカヴで豪雨により少なくとも9人が死亡[4][5]。
- 1月10日 - 1月19日 - アフガニスタンでマイナス33度を記録するなど記録的寒波[6]、少なくとも157人が死亡[7]。
- 1月14日 - コロンビアのアンティオキア県メデリンで鉄砲水により2人が死亡[8]。
- 1月16日 - メキシコのティフアナで豪雨により地滑りが発生、巻き込まれた家屋の住人2人が死亡[9]。
- 1月17日 - 中国チベット自治区ニンティで雪崩が発生し (en:2023 Nyingchi avalanche)、少なくとも28人が死亡[10]。
- 1月19日 - サイクロン・チェネソ(en)がマダガスカルに上陸。少なくとも33人が死亡[11]。
- 1月21日 - インドネシアのスマトラ島で豪雨、アチェ州や西スマトラ州などで洪水や土砂災害により3人が死亡、5人がけが、家屋1万5000軒に被害[12]。
- 1月24日 - 東京都の都心で初雪を観測した[13]。
- 1月27日
  - ニュージーランドのオークランドなどで1日で1月平均降水量を大きく上回る記録的な豪雨、洪水や地滑りで少なくとも4人が死亡[14]。一連の豪雨災害で同市は非常事態を宣言した[15]。
  - インドネシアの北スラウェシ州マナドで豪雨による洪水や土砂崩れで少なくとも5人が死亡[16]。

### 2月
- 2月7日 - ブラジルの大サンパウロ都市圏で3時間に10日分の雨が降り、グアルーリョスなどで1人死亡、4人行方不明に。リオデジャネイロ州でも豪雨による崖崩れなどにより4人が死亡[17]。
- 2月10日 - 関東の南を低気圧が通過。東京都に約1年ぶりに「大雪警報」が発表された[18]。
- 2月12日 - サイクロン・ガブリエル（英語版）が14日にかけてニュージーランドに接近[19]。少なくとも12人が死亡したほか[20]、額にして80億ドルを超えうる被害が生じた[21]。同国政府はサイクロンを理由に史上3度目となる国家非常事態を宣言した[22]。
- 2月19日 - ブラジルのサンパウロ州で1日に600ミリを超える豪雨が降り[23]、5都市に非常事態宣言が出された[24]。土砂崩れなどで48人が死亡、49人が行方不明に[25]。(en:2023 Sãn Paulo floods and landslides)

### 3月
- 3月6日 - 当時雨が降り続いていたインドネシアのナトゥナ諸島で約50人を巻き込んだ土砂崩れが発生し[26]、少なくとも15人が死亡[27]。
- 3月8日 - サイクロン・ヤク（英語版）の接近に伴いペルーのピウラ県で日降水量159.5ミリを記録するなど大雨に。同国政府は豪雨災害を受けて3月13日に非常事態を宣言[28]。ピウラ県では11人が死亡した[29]。
- 3月10日 - サイクロン・フレディ(en)が従来の平成6年台風第20号による熱帯低気圧の寿命記録を更新[30]。サイクロンは2月、3月11日とアフリカ南部に2回上陸するという経路をたどり[31]、マラウイで1000人以上、モザンビークで76人の死者を出した[32]。
- 3月14日 - 3月15日 - トルコ南部で豪雨[33]、アドゥヤマン県とシャンルウルファ県で少なくとも16人が死亡[34]。
- 3月24日 - アメリカ合衆国ミシシッピ州で竜巻により少なくとも23人が死亡、数十人がけが[35]。
- 3月26日 - エクアドル中部のアラウシ（英語版）で大雨により土砂崩れが発生、少なくとも12人が死亡、67人が行方不明、建物163棟に被害[36]。
- 3月31日 - アメリカ合衆国テネシー州やイリノイ州など8州で竜巻が相次ぎ、少なくとも26人が死亡[37][38]。

### 4月
- 4月 - アンゴラで大雨により54人が死亡、450人以上がけが、家屋4380戸以上に被害[39]。
- 4月4日 - インド北部のヒマラヤ山脈で雪崩が発生し、少なくとも7人が巻き込まれ死亡[40]。
- 4月5日 - アメリカ合衆国ミズーリ州で竜巻により5人が死亡、5人がけが[41]。
- 4月12日 - 4月13日 - 黄砂が広い範囲に飛来。31都道府県で黄砂を観測した[42]。
- 4月20日 - 台風1号（サンヴー）が発生[43]。
- 4月21日 - ミャンマーの首都ネピドー郊外で竜巻、少なくとも8人が死亡、128人がけが、家屋232軒が破壊される[44]。

### 5月
- 5月2日 - 5月4日 - コンゴ民主共和国の南キブ州で豪雨が続き[45]、401人が死亡した[46]。
- 5月14日 - サイクロン・モカがミャンマーに上陸[47]。
- 5月15日 - イタリアのエミリア＝ロマーニャ州で年降水量の半分程度の大雨が降り (en:2023 Emilia-Romagna floods)、洪水や河川氾濫などで少なくとも15人が死亡[48][49]。同州では5月上旬にも豪雨による洪水で2人が死亡する被害が出ている[50]。
- 5月17日 - 岐阜県で本年初の猛暑日を観測[51]。
- 5月20日 - 台風2号（マーワー）が発生[52]。
- 5月27日 - パキスタンのギルギット・バルティスタン州で大規模な雪崩により10人が死亡、10人以上がけが[53]。
- 5月29日 - 5月30日 - 気象庁は29日に九州北部・四国・中国・近畿・東海地方が、30日には九州南部が梅雨入りしたと発表した。近畿・東海地方で5月に梅雨入りとなったのは10年ぶりであった[54][55][56]。

### 6月
- 6月1日 - 6月3日 - 高知県、和歌山県、奈良県、三重県、愛知県、静岡県で線状降水帯が発生。6県連続で線状降水帯が発生するのは初めてのことである[57][58]。
- 6月3日 - ハイチで大雨が降り、洪水などで少なくとも42人が死亡、11人が行方不明に[59]。
- 6月4日 - 雨が続いていた中国四川省で土砂崩れが発生、鉱山付近の施設が圧潰され19人が死亡[60]。
- 6月6日 - 台風3号（グチョル）が発生[61]。
- 6月8日 - 6月9日 - イラン北部で暴風や洪水により7人が死亡、59人がけが[62]。
- 6月9日 - 気象庁がエルニーニョ現象が発生したと発表[63]。
- 6月10日 - パキスタンのカイバル・パクトゥンクワ州で強風を伴う大雨が降り、少なくとも27人が死亡、146人がけが[64]。
- 6月15日 - アメリカ合衆国テキサス州ペリートン（英語版）で竜巻が相次ぎ、少なくとも3人が死亡、数十人がけが[65]。
- 6月15日 - 6月16日 - ブラジルのリオグランデ・ド・スル州を中心にサイクロンの影響を受け、少なくとも13人が死亡[66]。
- 6月17日 - ネパールのコシ州で洪水や土砂崩れにより少なくとも5人が死亡、29人が行方不明、家屋約20戸が破壊される[67]。
- 6月18日 - インドで記録的熱波。同国ビハール州では45.9度を観測。この熱波により少なくとも170人が死亡[68]。
- 6月18日 - 6月24日 - メキシコで記録的熱波。同国ソノラ州では観測史上最高の49.5度を観測。この熱波により少なくとも104人が死亡[69]。

### 7月
- 7月2日 - 7月3日 - 熊本県で線状降水帯発生。24時間降水量は300ミリを超えた[70]。
- 7月3日 - 7月4日 - アメリカ国立環境予測センター（英語版）によると、地球の平均気温が3日に17.01度、4日に17.18度に達し2日連続で記録更新。観測史上初めて平均気温が17度を超えることとなった[71]。
- 7月4日 - 中国重慶市で長雨により河川氾濫や洪水が発生、15人が死亡、4人が行方不明に[72]。
- 7月7日 - 7月10日 - 佐賀県、大分県、福岡県で線状降水帯発生。線状降水帯による一連の豪雨によって7人が死亡した[73]。
- 7月9日 - インド北部でモンスーンによる豪雨・洪水が発生。この豪雨により少なくとも100人が死亡[74]。
- 7月12日 - 7月13日 - 石川県、富山県で線状降水帯発生。土砂崩れによって1人が死亡した[75]。
- 7月13日 - 韓国で13日から数日間続く豪雨により40人が死亡し9人が行方不明[76]。また、 忠清北道清州では15日に地下道の付近を流れる川が決壊し大量の水が流れ込みバスなどの車両が水没。13人が死亡[77]。
- 7月14日 - 7月16日 - 秋田県で記録的大雨。1人が死亡し5人が負傷[78][79][80]。
- 7月15日 - 台風4号（タリム）が発生[81][82]。
- 7月16日 - 中国北西部・トルファン盆地で52.2度に達し、同国の観測史上最高となった[83]。
- 7月19日 - インドのマハーラーシュトラ州で土石流が発生、27人が死亡、50人から60人が行方不明に[84]。
- 7月20日 - ブータンのルンツェ（英語版）で豪雨により少なくとも6人が死亡、17人が行方不明に[85]。
- 7月21日 - 台風5号（トクスリ）が発生[86]。その後、台風はフィリピン北部を通過し中国に上陸。この台風によりフィリピンで39人[87]、台湾で1人[88]が死亡。
- 7月22日 - アフガニスタン中部・ワルダク州やカブール州で豪雨による鉄砲水が発生し、少なくとも40人が死亡[89]。
- 7月28日 - 台風6号（カーヌン）が発生[90]。台風としての寿命は統計開始史上11番目の長さとなった[91]。
- 7月29日 - 熱帯低気圧の影響で中国の首都・北京とその周辺で豪雨が発生し、複数の地域で1961年以来の記録的降水量を観測した。この豪雨により少なくとも33人が死亡し、18人が行方不明となる[92][93]。

### 8月
- 8月3日 - ジョージア北西部のショビ（英語版）で土砂崩れにより少なくとも16人が死亡、数十人が行方不明に[94]。
- 8月4日 - スロベニアを中心に1日で月降水量に相当する大雨が降り、少なくとも6人が死亡、推定5億ユーロ（約787億円）の被害[95]。
- 8月8日
  - 台風7号（ラン）が発生[96]。
  - ハリケーン・ドーラの影響でハワイ・マウイ島山火事が発生[97]。現時点で97人の死亡が確認されている[98]。
- 8月11日 - 中国陝西省西安市で土砂崩れにより24人が死亡、3人が行方不明に[99]。
- 8月12日 - 西経域から進んできたハリケーンが越境し、台風8号（ドーラ）が発生[100]。
- 8月13日 - ミャンマーのカチン州パカンにあるヒスイ鉱山で豪雨により採掘で生じた土砂が崩れ[101]、少なくとも32人が死亡[102]。
- 8月20日 - 元ハリケーン・ヒラリー（英語版）の熱帯低気圧がアメリカ合衆国カリフォルニア州を通過。同州を熱帯低気圧が通過するのは1939年以来のことで、ロサンゼルスやサンディエゴなどで8月史上最多の日降水量が観測された[103]。
- 8月24日 - 台風9号（サオラー）が発生[104]。
- 8月25日 - 台風10号（ダムレイ）が発生[105]。
- 8月27日 - タジキスタンで豪雨による地滑りや洪水に巻き込まれるなどして17人が死亡[106][107]。
- 8月28日 - 台風11号（ハイクイ）が発生[108]。
- 8月30日
  - 台風12号（キロギー）が発生[109]。
  - ハリケーン・イダリア（英語版）がアメリカ合衆国フロリダ州に上陸、最大風速55メートルの暴風や高潮などで約3兆円に上ると見られる被害が生じた[110]。

### 9月
- 9月1日 - 気象庁によると、6月から8月にかけての気温が平年と比べて1.76℃高く、統計でこれまで最も高かった2010年の1.08℃を大きく上回り、過去126年で最も暑い夏となった[111]。
- 9月3日 - 9月4日 - スペインのマドリードなどで大雨により3人が死亡、3人が行方不明に[112]。
- 9月4日 - 9月5日 - サイクロンがブラジル南部を通過、リオグランデ・ド・スル州やサンタカタリーナ州などで計37人が死亡[113][114]。
- 9月5日
  - 台風13号（インニョン）が発生[115]。
  - トルコのクルクラーレリやイスタンブールで豪雨による鉄砲水があり、5人が死亡、3人が行方不明に[116]。
  - ストーム・ダニエル (en:Storm Daniel)の影響でギリシャで年間降水量に相当する大雨が降り、少なくとも2人が死亡、4人が行方不明となったほか、トルコで5人、ブルガリアで3人それぞれ死亡した[117]。
- 9月7日 - 香港で記録的豪雨が発生。1時間あたりの降水量が観測史上最大の158.1ミリを記録した[118]。2人が死亡、100人以上がけがをしたほか、中国の広東省でも深圳で12時間に465.5ミリを観測するなど記録的な大雨となった[119]。
- 9月10日 - リビア東部で地中海熱帯様低気圧の大雨による洪水、地すべり、ダム決壊が発生。リビアの赤新月社の発表によると、少なくとも１万1000人以上が死亡[120] [121][122][123]。
- 9月30日 - 台風14号（コイヌ）が発生[124]。

### 10月
- 10月7日 - 台風15号（ボラヴェン）が発生[125]。その後、台風は中心気圧900hPaまで発達し今年で一番発達した台風となった[126]。
- 10月10日 - ハリケーン・リディア（英語版）がカテゴリー4の勢力でメキシコ西部に上陸。強風による倒木で1人が死亡した[127]。
- 10月18日 - 台風16号（サンバ）が発生[128]。
- 10月25日 - ハリケーン・オーティスが急発達し、メキシコのアカプルコ付近に上陸し[129]、少なくとも48人が死亡した[130]。上陸時の中心気圧は923hPa、最大風速は270km/h（75m/s）と推定され、2015年のハリケーン・パトリシアを上回る強さでの上陸となった[131]。

### 11月
- 11月2日 - 高知県四万十市江川崎で29.7℃を観測。
- 11月5日 - 熊本県熊本市で31.0℃、富山県富山市で30.5℃、石川県金沢市で30.0℃を観測。また全国57の観測点でも真夏日となった。

### 12月
- 12月9日 - 九州～関東で夏日となり、富山県富山市、石川県金沢市で12月の観測記録25.7度を更新。
- 12月15日 - 西日本は日中、低気圧の暖域に入り気温上昇。九州南部で夏日となるなど、異様な暖かさとなった所が多い。東日本は夜以降に昇温、東京都心は夜遅くに20℃超。
- 12月16日 - 東日本は時季外れの高温となった所があった。東日本を中心に21地点で12月1位を更新。東日本は夜以降に昇温、東京都心は夜遅くに20℃超。
- 12月17日 - 台風17号（ジェラワット）が発生[132][133]。

## 地象
- 1月24日 - ネパール北西部でMww5.4の地震があり[134]、同国で1人死亡、隣国インドのウッタル・プラデーシュ州でも住宅の倒壊で3人が死亡した[135]。
- 1月28日 - イランの西アーザルバーイジャーン州でM5.9の地震が発生し、少なくとも2人が死亡、300人以上がけが[136]。付近では18日にもMww5.7の地震[137]で100人以上が負傷する被害が出ている[138]。
- 2月6日 - トルコ南部のガズィアンテプ付近でM7.8の大地震が発生。
- 3月18日 - エクアドル南部でMww6.8の地震があり[139]、エル・オロ県を中心に14人が死亡、また隣国ペルーでも住宅崩壊で1人死亡[140]。また、400人以上が負傷した[141]。
- 3月22日 - アフガニスタンとパキスタンの国境付近でM6.5の地震が発生し、少なくともアフガニスタンで10人、パキスタンで9人が死亡[142]。
- 4月3日 - パプアニューギニア北部でM7.0の地震が発生し、4人が死亡、17人がけが、家屋300戸以上に被害が出た[143]。
- 4月10日 - 極東ロシアのシベルチ火山が大規模噴火。噴煙高度は約16,000mにまで達した[144]。
- 5月5日 - 石川県能登地方を震源とするM6.5の地震が発生。この地震によって珠洲市正院町で最大震度6強、能登地方で長周期地震動階級3を観測[145]。
- 5月28日 - オーストラリアのメルボルン北西部でM3.8の地震が発生。付近で発生した地震としては1902年以来の大きさだった[146]。
- 9月8日 - モロッコ王国のマラケシュから南西72キロ付近を震源とするM6.8の地震が発生。同国での観測史上最大の地震となり、少なくとも2946人が死亡[147]。
- 10月2日 - 10月9日 - 鳥島近海で海底火山の噴火が原因の地震が複数回発生する。同月9日には小笠原諸島及び千葉県から沖縄県にかけての太平洋沿岸で津波を観測。海上保安庁の調査によると、2022年10月と2024年1月で孀婦海山付近の海底の地形が最大451m変化し火口が新たに形成されていたことが判明した[148][149]。
- 10月7日 - アフガニスタン北西部・ヘラート付近を震源とするM6.3の地震が2回発生。タリバン政権の発表によると、この地震で2000人以上が死亡[150][151]。
- 11月3日 - 米国地質調査所の発表によると、現地時刻23時54分頃にネパール西部・ジュムラ（英語版）付近を震源とするM5.6の地震が発生。この地震により128人が死亡[152]。
- 11月20日 - パプアニューギニアのウラウン山で大規模噴火が発生。ダーウィンの航空路火山灰情報センターの発表によると噴煙が1万5000mに達したと推定される[153]。
- 12月3日 - 米国地質調査所の発表によると、現地時刻22時37分頃にフィリピンのミンダナオ島を震源とするM7.6の地震が発生[154]。また、この地震によって津波が発生し、ミンダナオ島周辺の島では64cm[155] 、八丈島では40cmの津波を観測[156]。
- 12月3日 - インドネシアのスマトラ島・マラピ山で大規模な噴火が発生し、噴煙が高度1万5000mに達した[157]。この噴火により22人が死亡[158]。
- 12月18日 - アメリカ地質調査所の発表によると、現地時刻の23時59分頃に中国甘粛省臨夏市から西北西約37Kmの地点を震源とするM5.9の地震が発生[159]。中国国営メディアによると151人が死亡[160]。

## 天象
- 1月13日 - ZTF彗星 (C/2022 E3)が近日点を通過。約5等級の明るさになる[161]。
- 4月20日 - インドネシア、東ティモール、オーストラリアで金環皆既日食。日本では南西諸島で部分日食[162]。
- 5月6日 - アジア、オーストラリア、アフリカ東部で半影月食[163]。
- 9月18日 - C/2023 P1(nishimura)彗星が近日点を通過[164]。ピーク時には約2等級の明るさとなった[165]。
- 10月14日 - 北米、中米、南米で金環日食[166]。
- 10月29日 - 日本を含むアジア、ヨーロッパ、アフリカで部分月食[167]。 最大食には月の直径の12.8%が欠けた[168]。
- 12月12日 - スペイン、イタリア、ギリシャ、トルコなどのヨーロッパ南部やアメリカのフロリダ州、メキシコなどの中米やコーカサス地方などの一部地域で約5〜15秒間、小惑星レオナが地球とベテルギウスの間を通過し掩蔽現象(恒星食)が発生する[169]。